# 九反威龍
《九反威龍》（英語：Crime Fighters）是香港電視廣播有限公司製作的時裝電視劇，全劇共20集，監製蕭光漢。主要演員有鄭伊健、方中信、邵美琪、張鳳妮等。主題曲《前鋒》由鄭伊健主唱，並收錄自93年出版之《撒哈拉》鐳射大碟內。

## 故事大纲
刘景声（郑伊健饰）因擒贼受伤，只得转为文职警务人员，不久适逢警局内部人员调动，遂主动请缨重返前线，刘景声加入辣手神探狄晖（方中信饰）的小组担任CID探员，二人由互不信任，逐渐发展成为一对出生入死的好排挡，其时，声更因一次行动中持手榴弹一小时而享誉警局！
声之好友张世杰（曾伟权饰）是一名古惑律师，为求胜诉不择手段，令很多罪有应得的人逍遥法外，声因此与他产生矛盾。
其后杰女友检控官方芷君（邵美琪饰）与声相恋声、杰友情受损 。
杰之女友芷君也因杰风流成性而无限伤心，在声的安慰和帮助下走出低谷，并与声的感情突飞猛进！
声由于锋芒太露而引起犯罪头子蒋文浩（林尚武饰）的不满，派人强奸其旧女友阮静雯（梁佩瑚饰），声大为愤怒，誓要缉凶，并与浩的集团作战到底。
晖因癫痫病被调离警局，无意中加入了浩的犯罪集团并成为其左右手，被迫与声为敌。
另一方面，杰在一次意外中幡然醒悟，恢复良知，决助声对付恶势力，潜伏于浩集团做卧底。结果，杰在找到罪证时被晖打至残废，声为主持正义不得不与生死之交以枪相向...

## 演员表
- 鄭伊健[1]飾 劉景聲
- 方中信[1]飾 狄　暉
- 邵美琪[1]飾 方芷君
- 梁佩瑚[1]飾 阮靜雯
- 李耀敬 飾 CID波
- 葉振聲 飾 CID強
- 孫季卿 飾 漁　民
- 麥皓為 飾 CID標
- 亦　羚 飾 CID美
- 談泉慶 飾 王SIR
- 曾偉權[1]飾 張世傑
- 區　嶽 飾 宗　伯
- 李麗麗[1]飾 鄭秀蘭
- 陳惠瑜 飾 芳　嫂
- 江　寧 飾 劉　堅
- 朱鐵和 飾 徐向東
- 黃德斌 飾 洪建軍
- 李衛民 飾 高　佳
- 黃建峰 飾 大圈峰
- 張北雲 飾 大圈雲
- 雲大華 飾 警　員
- 張海勤 飾 驗屍官
- 黃天鐸 飾 BEN
- 梁健平 飾 SIMON
- 侯蔚雲 飾 NANCY
- 鄧汝超 飾 JACK
- 林韋辰 飾 律　師
- 陳中堅 飾 法　官
- 黃振寧 飾 醫　生
- 鄭　雷 飾 阮志剛
- 羅國維[2]飾 狄振華
- 張英才[2]飾 方樹培
- 陳勉良 飾 白翰祥
- 虞天偉 飾 李鐵男
- 楊健武 飾 軍火商
- 古瑞坤 飾 軍火商/賊　乙
- 郭德信 飾 霍禮達
- 鄭繼宗 飾 流氓甲
- 區人山 飾 流氓乙
- 歐瑞偉[1]飾 葉　森
- 劉煒全 飾 良
- 戴少民 飾 森手下
- 劉　允 飾 青手下
- 邵卓堯 飾 何律師
- 曹　濟 飾 法　官
- 河國榮 飾 移民官
- 王維德 飾 森手下
- 蔡欣樺 飾 標　妻
- 劉桂芳 飾 聲鄰居
- 譚一清 飾 神　父
- 談佩珊 飾 嬰兒母親
- 蕭玉燕 飾 嬰兒代母
- 張海勤 飾 嬰兒代父/賓客A
- 黃振寧 飾 嬰兒父親/賓客B
- 劉榮熾 飾 軍火專家
- 凌禮文 飾 警務處處長
- 許思敏 飾 師奶甲
- 陳梅馨 飾 CANDY
- 王翠玉 飾 森女友
- 衛　昇 飾 部　長
- 陳曉雲 飾 SANDY
- 飾 記者甲
- 江德華 飾 記者乙
- 飾 記者丙
- 王詠儀 飾 女主持
- 何璧堅 飾 醫　生/法　官
- 戴偉光 飾 陳總理
- 陳漢文 飾 賓客C
- 曾令茵 飾 賓客D
- 劉偉民 飾 賓客E
- 陳建得 飾 賓客F
- 林之紅 飾 賓客G
- 林尚武[1]飾 蔣文浩
- 張鳳妮 飾 蔣文麗
- 張百賢 飾 ROGER
- 游　飈 飾 浩手下
- 林家棟 飾 浩手下
- 麥子雲 飾 九　仔
- 陸麗燕 飾 君同事
- 陳燕航 飾 ROSA
- 王偉樑 飾 大耳窿甲
- 羅　維 飾 大耳窿乙
- 唐葳娜 飾 書　記
- 簡瑞超 飾 法　官
- 郭少芸 飾 浩秘書
- 陳列華 飾 君同事
- 凌　漢 飾 管理員
- 飾 全　叔
- 廖麗麗 飾 全　嬸
- 日本仔（即田自義）飾 陳SIR
- 黃文標 飾 剛鄰居
- 馮瑞珍 飾 剛鄰居
- 鄭君寧 飾 剛鄰居
- 陳勉良 飾 白粉祥
- 黃成想 飾 殺　手
- 何昭傑 飾 殺　手
- 飾 君同事
- 朱　剛 飾 賊　乙
- 莫燕嫦 飾 君同事
- 郭卓樺 飾 有錢公子
- 何浩源 飾 成
- 謝鶴群 飾 三　姐
- 麥嘉倫 飾 軍　裝
- 楊健武 飾 賊　甲
- 區人山 飾 賊　丙
- 黎秀英 飾 七　嬸
- 陳國邦 飾 陳家明
- 博　君 飾 陳　漢
- 洪志強 飾 職　員
- 張漢斌 飾 明手下
- 飾 明手下
- 梁佩珊 飾 靚　女
- 李顯明 飾 ROBERT
- 鄧繼榮 飾 ROBERT手下
- 林向榮 飾 路人甲
- 何文進 飾 醫　生
- 梁仲恩 飾 記　者
- 雲大華 飾 殺　手
- 梁　志 飾 看　更
- 陳啟基 飾 關員甲
- 王俊傑 飾 關員乙
- 黃瑋琳 飾 機場特警組
- 梁美鳳 飾 護　士
- 方慧琪 飾 假　妻
- 李健成 飾 股東甲
- 李鑑波 飾 股東乙
- 張玉嬌 飾 秘　書
- 董偉文 飾 區SIR
- 吳偉文 飾 殺　手
- 計祥龍 飾 殺　手
- 張國強 飾 司　機
- 邱惠芳 飾 師奶甲
- 胡志明 飾 浩手下
- 方　傑 飾 浩律師

## 製作
劇名《九反威龍》與1991年美國電影《Stone Cold》在香港上映時的譯名相同。在官方介紹語句中，則將「九反」演繹為鬧市變成盜賊橫行的九反之地，需要執法英雄打擊罪案。

### 選角
主演之中，仍屬新晉演員的鄭伊健，與時已當紅、比他出道較早、年齡較大的邵美琪飾演情侶，兩人更因此劇而結緣，開始拍拖，成為話題。兩人於數年後分手。

## 評價
影評人林娉婷借用劇中一句對白「誠意唔係成日都有架嘛，間中都要抖抖架嘛」（誠意不是常有，偶爾也要休息一下）批評此劇製作欠缺誠意。她又認為身為警察的主角劉景聲過於循規蹈矩，縱使經歷了前女友被罪犯強姦，一番痛心疾首後，其後表現也顯得文質彬彬，而性情火爆硬朗的警員狄暉卻淪為罪犯爪牙，這些編排不合「威龍」之名。